# Crypturellus boucardi
A Crypturellus boucardi a tinamualakúak (Tinamiformes) rendjébe, ezen belül a tinamufélék (Tinamidae) családjába tartozó faj.

## Rendszerezése
A fajt Philip Lutley Sclater angol ornitológus írta le 1859-ben, a Tinamus nembe Tinamus boucardi néven.

## Alfajai
- Crypturellus boucardi boucardi (P. L. Sclater, 1860)
- Crypturellus boucardi costaricensis (Dwight & Griscom, 1924)[2]

## Előfordulása
Mexikó déli részén, valamint Belize, Costa Rica, Guatemala, Honduras, Nicaragua és Kolumbia területén honos. Természetes élőhelyei a szubtrópusi és trópusi síkvidéki esőerdők. Nem vonuló faj.

## Megjelenése
Testhossza 29 centiméter, testtömege 470-500 gramm.

## Életmódja
Leesett gyümölcsökkel és magvakkal táplálkozik.

## Természetvédelmi helyzete
Az elterjedési területe nagy, egyedszáma viszont csökkenő, de még nem éri el a kritikus szintet. A Természetvédelmi Világszövetség Vörös listáján nem fenyegetett fajként szerepel.